# 利普西克 (特拉华州)
利普西克（英語：Leipsic），是美国特拉华州肯特县（Kent）下属的一座城镇，面积为0.84平方公里，其中0.77平方公里为陆地，0.07平方公里为水域。2011年的数据显示该地有人口185人。论人口在本州排行第51。